# Murkwater Lake
Murkwater Lake är en sjö i Antarktis. Den ligger i Östantarktis. Australien gör anspråk på området. Murkwater Lake ligger 8 meter över havet.
I övrigt finns följande vid Murkwater Lake:
- Xiongdi Shan (en kulle)